# ライル・ワークマン
ライル・ワークマン（Lyle Workman、1957年10月21日 - ）は、アメリカ合衆国のギタリスト、作曲家、セッション・ミュージシャン、音楽プロデューサー。

## フィルモグラフィ（作曲参加）
- 『40歳の童貞男』 - The 40 Year Old Virgin (2005年)
- 『スーパーバッド　童貞ウォーズ』 - Superbad (2007年)
- 『寝取られ男のラブ♂バカンス』 - Forgetting Sarah Marshall (2008年)
- 『イエスマン “YES”は人生のパスワード』 - Yes Man (2008年)
- 『迷ディーラー!?ピンチの後にチャンスなし』 - The Goods: Live Hard, Sell Hard (2009年)
- 『伝説のロックスター再生計画!』 - Get Him to the Greek (2010年)
- 『WIN WIN　ダメ男とダメ少年の最高の日々』 - Win Win (2011年)
- 『アメリカン・パイパイパイ!完結編 俺たちの同騒会』 - American Reunion (2012年)
- 『ミッドナイト・ガイズ』 - Stand Up Guys (2012年)
- 『21オーバー 最初の二日酔い』 - 21 & Over (2013年)
- 『俺たちスーパーマジシャン』 - The Incredible Burt Wonderstone (2013年)
- 『オーバーボード』 - Overboard (2018年)
- 『グッド・ボーイズ』 - Good Boys (2019年)